# Х-29
Х-29 (індекс УВ ВВС — 9-А-721, по класифікації МО США НАТО AS-14 Kedge (рос. стоп-анкер)) — радянська / російська / українська  високоточна авіаційна ракета класу «повітря — земля» малого радіуса дії. Призначена для знищення укріплених цілей, таких як залізобетонні споруди, мости, бетонні злітно-посадкові смуги, кораблі водотоннажністю до 10 000 тонн і підводні човни у надводному положенні.
У розробці брали участь кілька радянських дослідно-конструкторських бюро: НВО «Блискавка» та НВО «Вимпел». Прийнята на озброєння у 1980 році. У даний час виробляється і модернізується корпорацією «Тактичне ракетне озброєння». Виробництво цих ракет також налагоджено в Україні (ДАХК «Артем»).
Є найбільш поширеною ракетою цього класу на літаках радянського / російського виробництва.

## Історія створення
Високоточна ракета Х-23, прийнята на озброєння у 1970 році, мала недостатню за потужністю бойову частину та була неефективною проти високозахищених об'єктів супротивника, таких як ДОТи, бункери, склади тощо, якими були насичені прифронтові смуги оборони противника. З цієї причини для збільшення бойових можливостей нового покоління штурмової авіації у частині руйнування високозахищених точкових об'єктів ймовірного противника поблизу лінії фронту, в 1970 році в СРСР почалася розробка нових високоточних ракет.
Використовувана в більш ранніх ракетах Х-23 радіокомандна система наведення суттєво обмежувала маневр літака-носія; сукупно з появою у ймовірного противника нових ЗРК ця обставина визначала високу небезпеку для літака при застосуванні цієї зброї. Ракети, які реалізують принцип «вистрілив-забув» у повній мірі, звільняли пілотів від обмежень після пуску ракети, але для них вимагалося створення спеціальних головок самонаведення. Так як ракети проєктувалися під малу дальність, де ціль спостерігається візуально, найбільш перспективними представлялися оптичні головки самонаведення — лазерна та телевізійна. Також на користь цього вибору говорили дані розвідки про успішні результати експериментів у цьому напрямку ймовірного супротивника.
Великі габарити телевізійної головки самонаведення не дозволяли розмістити її на основі існуючої ракети Х-23, і потрібно було створити повністю нове сімейство ракетної зброї. Лазерна головка самонаведення вийшла більш компактною і її було вирішено уніфікувати з більш легким сімейством ракет Х-25. Великий діаметр ракети дозволив розмістити у ній проникаючу бойову частину втричі більшої маси, а також потужний ракетний двигун, що забезпечував високу швидкість зустрічі ракети з ціллю.
Розробку почало КБ «Блискавка» під керівництвом головного конструктора Матуса Рувимовича Бісновата, проте через завантаженість конструкторського бюро космічною програмою «Буран», у 1976 році тему передали до МКБ «Вимпел» під проводом Андрія Ляпіна. В 1981 році генеральним конструктором був призначений Геннадій Олександрович Соколовський, а на завод прибула група фахівців КБ «Блискавка», які раніше працювали над ракетами Х-29. Після розпаду Радянського Союзу подальша модернізація ракети проводиться російською корпорацією «Тактичне ракетне озброєння».
У кінці 1970-х ракета успішно пройшла випробування і в 1980 році була прийнята на озброєння Радянської армії.
У Радянському Союзі серійне виробництво цих ракет було організовано на Ленінградському Північному заводі та БАПО «Іглім». Після розпаду СРСР виробники компонентів ракети залишилися у різних країнах, і подальше виробництво ракет було розгорнуто як у Росії на Ленінградському Північному заводі, так і в Україні на ДАХК «Артем».

## Конструкція

Будова ракети Х-29Т:
I — головка самонаведення: 1 — об'єктив «Граніт-7Т-М1»;
2 — телевізійна камера з відиконом;
3 — гіростабілізатор;
4 — блоки пасивного телевізійного координатора цілі «Тубус-2»;
5 — дестабілізатор;
6 — блок живлення;
II — відсік керування:
7 — реакційні контактні датчики системи СКД-63;
8 — газові приводи рулів;
9 — кермові поверхні;
10 — ампульна електрична батарея 8М-БА;
11 — електроперетворювач;
12 — блок керування (апаратура та фільтри);
13 — відривний штепсельний роз'єм;
III — бойова частина:
14 — алюмінієві обичайки;
15 — сталевий корпус бойової частини 9Б63МН;
16 — вибухова речовина бойової частини 9Б63МН;
17 — передній вузол кріплення;
18 — детонатори з запобіжно-дистанційними пристроями 3В45.01;
IV — двигун:
19 — блок комутації контактного вибухового пристрою КВУ-63;
20 — піропатрони УПД2-3 запалювання двигуна;
21 — чеки запуску двигуна та КВУ-63;
22 — запальник;
23 — ракетний двигун твердого палива ПРД-280;
24 — реакційні кабельні контакти контактного вибухового пристрою КВУ-63;
25 — крило;
26 — задній вузол кріплення;
27 — газогенератор блоку газопостачання;
V — сопло та хвостове оперення:
28 — фільтри, регулятори тиску блоку газопостачання;
29 — елерон;
30 — привід елеронів;
31 — сопло двигуна.

Сімейство ракет Х-29 модернізується і на даний час, у конструкцію вносяться деякі зміни. Так як ракети активно експлуатуються, то немає відкритого доступу до інформації про деякі деталі технічної реалізації окремих компонентів.
Х-29 являє собою модульну одноступінчату твердопаливну ракету, виконану за аеродинамічною схемою «качка» (рулі попереду стабілізаторів). Модифікації розрізняються тільки системами самонаведення. Корпус ракети складається з п'яти відсіків: головки самонаведення, відсіку управління, бойової частини, двигуна та хвостового оперення.
Двигун ракети — ПРД-280 — твердопаливний однорежимний ракетний двигун. Запускається з певною затримкою після відділення ракети щоб уникнути пошкодження літака-носія реактивним струменем. Двигун розвиває тягу близько 228 кН і працює 3,2 — 6,2 секунди, забезпечуючи розгін ракети з перевантаженням 3,5 g і додаткову швидкість близько 220 м/с (800 км/год).
Управління рисканням і тангажем здійснюється носовими рулями. Високі швидкості та необхідність високої точності попадання вимагають додаткової установки дестабілізаторів перед рулями. Управління по крену здійснюється стабілізаторами в задній частині крил ракети.
Електроживлення здійснюється ампульною електричною батареєю з електромеханічним перетворювачем змінного струму. У задній частині ракети розміщений трасер. Ресурс батареї — 40 секунд, що перевищує час польоту ракети на максимальну дальність.
Ракета оснащена протирикошетним пристроєм, що покращує її характеристики при атаці цілей під тупим кутом (що характерно для пуску на велику дальність з малих висот). Настройка детонатора на контактну або уповільнену дію проводиться пілотом безпосередньо перед пуском ракети. Контактна дія детонатора призначена для знищення об'ємних конструкцій, таких як мости або дороги, а сповільнена — для знищення сильно захищених об'єктів. Контактні датчики детонатора розміщені на корпусі та на передній крайці крила, розмах якого більше метра, що гарантує коректний підрив навіть при незначному промаху.
Бойова частина ракети — бронебійно-фугасна, масою 317 кг, що становить половину від стартової маси ракети. Вона являє собою масивну склянку з твердих сортів сталі, заповнену високобризантною вибуховою речовиною. Маса ВР при цьому становить 116 кг. Поєднання швидкості, що більш ніж удвічі перевищує швидкість звуку, та дуже важкої і міцної бойової частини забезпечує боєголовці високу проникаючу здатність. Це дозволяє ефективно руйнувати високозахищені об'єкти, такі як бетонні споруди або надводні кораблі. Перед детонацією бойового навантаження ракета здатна пробити близько 1 м бетону, укритого 3 метрами ґрунту. При атаці залізобетонних злітно-посадкових смуг ракета залишає воронку діаметром 12-15 і глибиною близько 6 метрів, що надовго виводить їх з ладу.

## Модифікації
Ракета Х-29 є модульною, що полегшує її модернізацію. Фактично модифікації відрізняються тільки типом головки самонаведення.

### Х-29Л

Проєкція Х-29Л

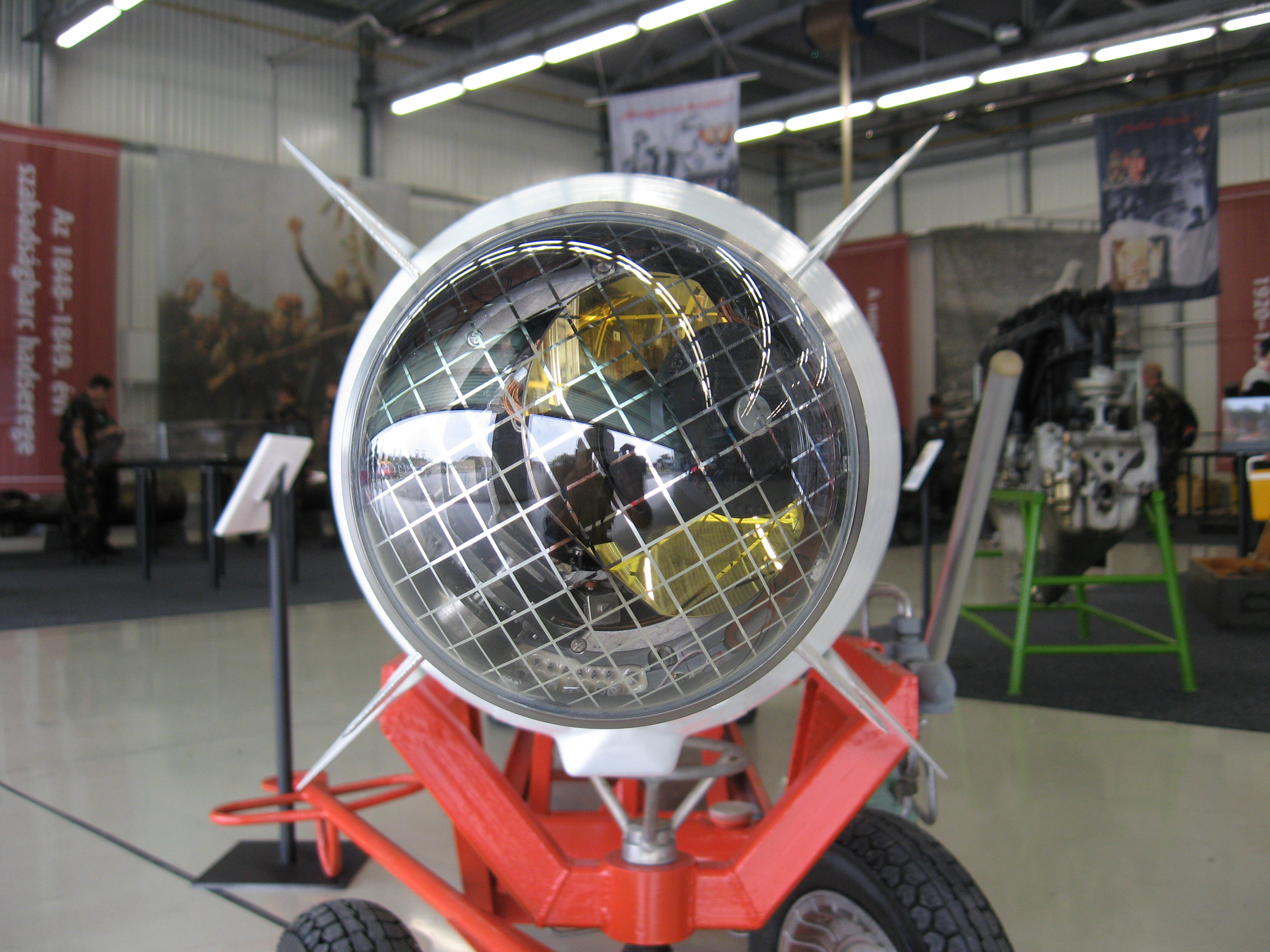
Головка самонаведення 24Н1 ракети Х-29Л

«Виріб 63», позначення НАТО — «Kedge-A». Модифікація ракети, оснащена лазерною системою самонаведення 24Н1 — тією ж, що і на ракетах меншого калібру Х-25 — це зумовило характерну «пляшкоподібну» форму ракети — головка самонаведення має у півтора рази менший діаметр, ніж сама ракета. У сукупності з модульністю конструкції ракети це дозволило уніфікувати боєзапас фронтової авіації.
Ціль підсвічується лазером, і утворена яскрава пляма розсіювання лазерного випромінювання сприймається головкою самонаведення як джерело світла, за яким проводиться наведення. Оптичний фільтр пропускає лише довжини хвиль, що відповідають довжині хвилі лазера підсвічування, що забезпечує високу стійкість захоплення цілі. Зображення, спіймане головкою самонаведення ракети, транслюється на телевізійний екран у кабіні пілота. При цьому утримання променю підсвічування забезпечується автоматичною стежучою системою.
Підсвічування цілі може здійснюватися як спеціально розробленими лазерними станціями підсвічування типу «Клен», «Кайра», «Прожектор», так і різними лазерними далекомірами або станціями підсвічування як російського, так і виробництва інших країн. У конструкції голівки самонаведення були застосовані технічні рішення, що виключають вплив лазерних станцій інших літаків групи.
Залежно від типу приладу лазерного підсвічування цілі автопілот ракети вибирає режим атаки цілі для забезпечення найкращих характеристик ураження. Перевага віддається траєкторіям, при яких ракета падає на ціль майже вертикально, пробиваючи товсті перекриття.
Самонаведення Х-29Л здійснюється за пропорційним методом — тобто в наведенні на ціль з таким попередженням, щоб швидкість маневру ракети (поперечне перевантаження ракети) була пропорційна кутовій швидкості обертання лінії візування, яку вимірює стежачий координатор ГСН.
Дальність пуску ракет визначається можливістю захоплення цілі головкою самонаведення. При цьому важливу роль відіграють як погодні умови та прозорість повітря, так і характеристики лазерної станції підсвічування цілі. Максимальна дальність застосування Х-29Л вказується на рівні 8-10 км, проте описані випадки успішного застосування цих ракет і з більшої дальності. Промах при стрільбі на максимальну дальність не перевищує 5-7 метрів.

### Х-29Т

Проєкція Х-29Т

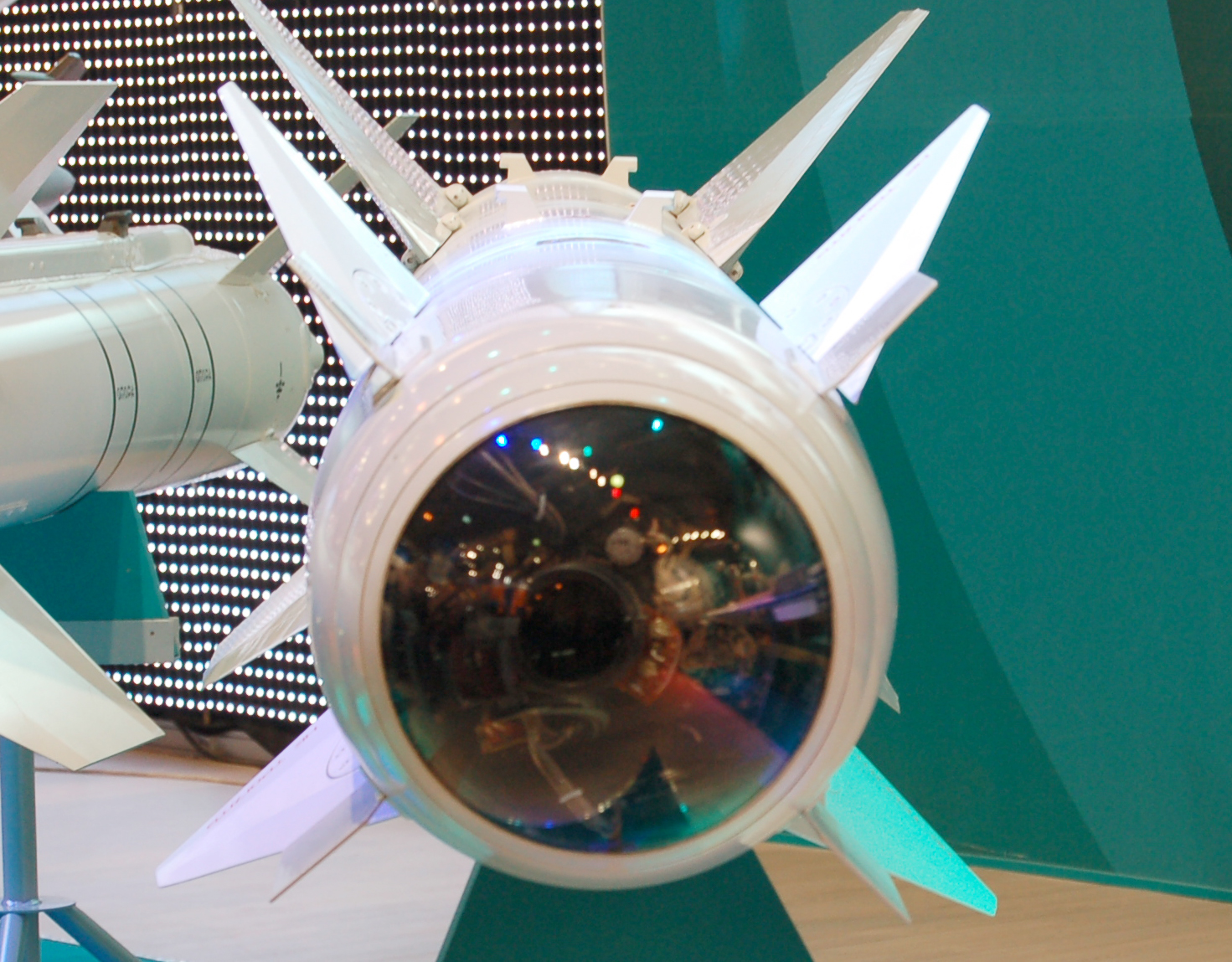
Головка самонаведення «Тубус-2» ракети Х-29Т

«Виріб 64», позначення НАТО — «Kedge-B». Модифікація ракети, оснащена телевізійною головкою самонаведення «Тубус-2». Така система самонаведення пасивна і повністю автономна, реалізує принцип «вистрілив-забув» — відразу після пуску ракети літак може покинути зону стрільби. Головка самонаведення складається з відеокамери з системою стеження за ціллю, закріпленої на карданному підвісі, та обчислювального блоку, що забезпечує виділення і запам'ятовування цілі й видає керуючі сигнали системі стеження і рулям ракети.
Наведення здійснюється за контрастним зображенням, одержуваним телевізійною камерою. При цьому може використовуватися як зображення самого об'єкта, так і контрасту світло-тінь, що в сонячну погоду дозволяє ефективно атакувати замасковані цілі.
Розширення зображення, одержуваного ТГСН «Тубус-2», складає 625 рядків на 550 телевізійних ліній. Кут зору в режимі пошуку цілі — 12×16°. У цьому режимі пілот повинен вказати приблизне розташування цілі, після чого здійснюється перехід із широкого поля зору на вузьке, що становить 2,1×2,8°, і остаточне цілевказування. При цьому на дальності близько 5 км роздільна здатність становить 0,39×0,3 м, що дозволяє вести прицільний вогонь навіть по окремих вікнах будівель або амбразурах ДОТів.
Одержуване головкою самонаведення зображення цілі транслюється на екран телевізійного індикатора в кабіні пілота. Пошук може вестися головкою самонаведення автономно, але льотчик повинен підтвердити цілевказування перед пуском.
Дальність застосування даної ракети визначається можливістю захоплення цілі головкою самонаведення і сильно залежить від атмосферних умов, висоти польоту, контрастності та розмірів цілі. Максимальна дальність пуску Х-29Т становить 8-13 км.
Введення телевізійної головки самонаведення дозволило дещо поліпшити точність попадання. Кругове ймовірне відхилення при пуску з дистанції 4-5 км для ракет Х-29Т становить близько 2,2 метра (що в півтора рази менше довжини самої ракети).
У той же час ракети Х-29Т можуть використовуватися тільки вдень. Погана погода також може суттєво обмежити застосування цієї зброї.

### УХ-29

Проєкція навчальних ракет Х-29

Навчальна модифікація ракет. Призначена для відпрацювання застосування авіаційної високоточної зброї.
Відрізняється неправдоподібно яскравим червоно-помаранчевим забарвленням, що полегшує спостереження за ракетою і відеозйомку, а також оцінку результатів стрільби та збір уламків корпусу.
Для збільшення помітності також, іноді, використовують шахове забарвлення червоного та помаранчевого кольору — зокрема, таке забарвлення використовували при випробуваннях ракетного озброєння Су-24М
Нерідко саме ці ракети демонструються на авіасалонах.

### Інші модифікації
Ракета Х-29 активно модернізується і на даний час, тому з'являються нові модифікації з розширеними можливостями:
- Х-29МЛ, «виріб 63М» — модифікація ракети з поліпшеною лазерною системою самонаведення[16] і дещо збільшеною дальністю пуску
- Х-29ТЕ — вдосконалений експортний варіант ракети. Завдяки використанню нової головки самонаведення дальність пуску зросла до 30 км, а висота — до 10 км[16]
- Х-29ТМ — ракета з ГСН Т-2У (діаметр — 180 мм)[16]
- Х-29ТД — модернізований варіант[16]. Західні джерела припускають, що він оснащений тепловізійною камерою, яка дозволяє завдавати ударів вночі[17][18]
- Х-29МП — варіант ракети з пасивною радіолокаційною головкою самонаведення, що стоїть на озброєнні ЗС РФ[13]

Також пропонується варіант ракети з автономною активною когерентною радіолокаційною головкою самонаведення.

### Тактико-технічні характеристики
|                                      | Х-29Л | Х-29Т | Х-29ТЭ |
| ------------------------------------ | --- | --- | --- |
| Заводський індекс                    | виріб 64 | виріб 63Т | |
| Рік прийняття на озброєння           | 1980 | 1980 | |
| ГСН                                  | напівактивна лазерна 24Н1                                                                                    | пасивна телевізійна «Тубус-2»                                                                                | пасивна телевізійна «Тубус-2»                                                                                |
| Двигун                               | однорежимний РДТП                                                                                            | однорежимний РДТП                                                                                            | однорежимний РДТП                                                                                            |
| Бойові характеристики                | | | |
| Мінімальна дальність пуску, км       | 2 | 3 | 3 |
| Максимальна дальність пуску, км      | 8—10 | 10—12 | 20—30 |
| Кругове ймовірне відхилення, м       | 3,5—4 | 2,2 | 2,2 |
| Швидкість носія, км/год              | 600-1250 | 600-1250 | 600-1250 |
| Мінімальна висота застосування, км   | 0,2 | 0,2 | 0,2 |
| Максимальна висота застосування, км  | 5 | 5 | 10 |
| Максимальна швидкість польоту, м/с   | 720 | 720 | 720 |
| Середня швидкість польоту, м/с       | 250—350 | 250—350 | |
| Масо-габаритні характеристики        | | | |
| Довжина, мм                          | 3900 | 3900 | 3875 |
| Діаметр, мм                          | 380 | 380 | 380 |
| Розмах крила, мм                     | 1100 | 1100 | 1100 |
| Розмах рулів, мм                     | 750 | 750 | 750 |
| Стартова маса, кг                    | 660 | 680 | 690 |
| Тип БЧ                               | фугасно-проникаюча                                                                                           | фугасно-проникаюча                                                                                           | фугасно-проникаюча                                                                                           |
| Маса БЧ, кг                          | 317 | 317 | 317 |
| Маса ВР, кг                          | 116 | 116 | 116 |
| Габарити транспортного контейнера, м | 4,5 × 0,9 × 0,86                                                                                             | 4,35 × 0,9 × 0,86                                                                                            | |
| Вага в стартовому контейнері, кг     | 1000 | 1030 | |
| Сумісність                           | | | |
| Катапультні пристрої:                | АКУ-58, АКУ-58-1, АКУ-58АЕ                                                                                   | АКУ-58, АКУ-58-1, АКУ-58АЕ                                                                                   | АКУ-58, АКУ-58-1, АКУ-58АЕ                                                                                   |
| Носії:                               | Су-17, Су-24, Су-25, Су-27, Су-34, Су-27М, Су-37, Су-35С, Су-39, МіГ-27, МіГ-29, МіГ-31БМ, МіГ-35, Міраж F-1 | Су-17, Су-24, Су-25, Су-27, Су-34, Су-27М, Су-37, Су-35С, Су-39, МіГ-27, МіГ-29, МіГ-31БМ, МіГ-35, Міраж F-1 | Су-17, Су-24, Су-25, Су-27, Су-34, Су-27М, Су-37, Су-35С, Су-39, МіГ-27, МіГ-29, МіГ-31БМ, МіГ-35, Міраж F-1 |
| Економічні показники                 | | | |
| Вартість за одиницю:                 | $285 750 станом на 2019 рік.                                                                                 | $285 750 станом на 2019 рік.                                                                                 | $285 750 станом на 2019 рік.                                                                                 |

## Використання
Ракети сімейства Х-29 є ракетами малої дальності, й для їх застосування потрібен візуальний контакт з ціллю. З одного боку, це гарантує коректну селекцію цілі, з іншого — літак-носій змушений входити в зону дії ППО противника.

### Тактика застосування

Тактика застосування ракет Х-29
(А) — з пікірування; (Б) — з висотного польоту; (В) — з низковисотного польоту
(1) — «гірка»; (2) — пікірування на ціль

Алгоритм застосування усіх модифікацій ракети схожий: пілот літака-носія визначає положення цілі, наводить на неї пілотажний індикатор і утримує його до того моменту, поки головка самонаведення ракети не здійснить стійке захоплення цілі. Далі робиться пуск ракети, відразу після якого літак-носій може покинути зону стрільби. У разі застосування ракет з лазерною системою самонаведення навідник (літак-носій, інший літак або наземний навідник) повинен здійснювати підсвічування цілі лазером до моменту попадання ракети. У разі застосування ракет з телевізійною або радіолокаційною головкою самонаведення, цього не вимагається.
У залежності від застосовуваних противником засобів ППО тактика застосування ракет розрізняється. Якщо у противника є ЗРК великої і середньої дальності, то літак-носій наближається до цілі на малих висотах із огинанням рельєфу місцевості, де він є складною ціллю для зенітних ракет. У цьому разі ракета, ведена автопілотом, робить «гірку» — тобто, використовуючи швидкість, надану носієм і своїм ракетним двигуном, набирає висоту і займає позицію над ціллю. Якщо у противника є лише зенітна артилерія, ЗРК малої дальності та ПЗРК то застосовується пуск ракети з пікірування. При цьому літак підходить до цілі на великій висоті, де він невразливий для вогню з землі, та пікірує у напрямку цілі. Для зниження швидкості пікірування випускаються гальмівні щитки літака. Як тільки пілот підтвердить стійкий захват цілі головкою самонаведення, він моментально виконує пуск і виходить з пікірування, знову піднімаючись на висоту. Пуск ракети з висотного горизонтального польоту можливий, але на практиці застосовується рідко.
Ракета, опинившись над ціллю, переходить у режим самонаведення і починає круте пікірування. Стежачий координатор ГСН утримує ціль, а автопілот ракети на підставі кутової швидкості руху координатора видає коригувальні сигнали повітряним рулям.

### Аварії
У кінці 1970-х років на полігоні Лунінець у Білорусі через відмову катапультного пристрою на літаку Су-17 майора Ігнатова, ракета Х-29 не була відстрілена, але її двигун відпрацював. Літак отримав серйозні пошкодження, але пілот зміг посадити його на базу.
В одному з випробувальних польотів над полігоном Суурпаки на літаку МіГ-27К 88-го АПВБ капітана Р. Криворучко в польоті у ракети Х-29 розірвався двигун. Детонації бойової частини не сталося. Осколки оперення і корпусу ракети пошкодили обшивку літака, однак пілот зміг його посадити.

## Бойове застосування
Ракети Х-29 активно застосовувалися у багатьох збройних конфліктах останнього часу, де вони довели свою високу ефективність.

### Афганська війна (1979—1989)
Перше бойове застосування ракет Х-29 радянськими військами відбулося у квітні 1987 року в Афганістані. З двох штурмовиків Су-25, пілотованих А. В. Руцьким і Висоцьким, по вирубаним у скелях складам було випущено 4 ракети.
Відразу виявилася «ахіллесова п'ята» цієї зброї — залежність від погодних умов: через щільний дим дві з чотирьох ракет не потрапили в ціль. Тактику застосування високоточної зброї також довелося серйозно переглянути. Спочатку передбачалося, що весь комплекс заходів по застосуванню Х-29 буде виконуватися одним літаком. Але для одномісних штурмовиків Су-25 це виявилося не можливим — один льотчик не справлявся: йому потрібно було вести літак під вогнем противника й при цьому за короткий час виявити ціль, навести ракету та підсвічувати ціль до потрапляння боєприпасу. З аналогічної причини неефективною виявилася і схема, при якій використовувалася пара літаків, один з яких підсвічував ціль, а інший завдавав удару. Найбільш вдалою виявилася практика використання ракет у гарну погоду за допомогою наземних навідників, які добре знали місцевість і могли необхідний час опромінювати ціль лазером, а ракета запускалася штурмовиком з дистанції 4-5 км при пікіруванні з кутом близько 30°.
З прийняттям цих заходів ракети виявилися настільки точними, що дозволяли надавати безпосередню підтримку військам на передовій, зокрема для знищення ДОТів душманів. Командир однієї з десантних рот описував застосування Х-29 наступними словами: «над нами проскочила пара літаків і тут же щось світле влетіло в амбразуру між каменів, і рознесло ДОТ у щебінку». З появою цих ракет стали вразливими бази, склади, майстерні та вогневі точки, розташовані в скельних печерах, що були вкрай складною ціллю для артилерії і піхоти. Звичайні авіаційні боєприпаси мало завдавали шкоди подібним укріпленням, адже навіть малий промах означав даремний вибух у скельній породі. Високоточні ж ракети потрапляли безпосередньо під входи печер і навіть амбразури ДОТів, роблячи неефективним природний захист. Застосування ракети Х-29 проти таких цілей було дуже ефективним — важка бронебійно-фугасна бойова частина, проламуючи камінь, підривала їх зсередини.
Після того, як ракетами Х-29 були знищені кілька штабів та ісламський комітет душманів, вони усвідомили всю серйозність нової зброї. За наземними навідниками почалося справжнє полювання — спеціалізовані бронемашини авіаційного наведення (БОМАН) на базі бронетранспортерів БТР-70, під час перерв у бойових діях, доводилося навіть вкривати на авіабазах.
Усього за час бойових дій у Афганістані за даними ДКБ Сухого було випущено 139 високоточних ракет із лазерним наведенням.

### Ірано-іракська війна (1980—1988)
Під час ірано-іракської війни іракські війська застосовували ракети Х-29 з літаків МіГ-23БН і Міраж-F1 для знищення іранських аеродромів, нафтовидобувних установок, мостів, портових споруд — як задля створення перешкод діям іранських збройних сил, так і для підриву економіки Ірану, який одержував основні надходження до бюджету від торгівлі нафтою.
Особлива увага приділялася знищенню іранських нафтотерміналів на узбережжі Перської затоки. Зокрема, термінал на острові Harg, що знаходиться у 225 км від кордону, осінню 1985 року атакувався іракською авіацією 77 разів. Некеровані ракети та вільнопадаючі бомби були неефективними проти прикритих потужною ППО споруд, тому іракські льотчики перейшли на використання високоточних ракет з лазерним наведенням — французьких AS.30L і радянських Х-29Л. Для подолання засобів протиповітряної оборони, «Міражі» підходили до острова на малій висоті, на відстань близько 8-15 км, швидко піднімалися до візуального контакту з ціллю, запускали ракети та знову йшли на малі висоти.
Цілевказування при подібних атаках проводилося з борту літака на великій висоті та відстані від цілі, недосяжній для ППО об'єкта атаки. Для наведення ракет застосовувався контейнер лазерного цілевказування ATLIS французького виробництва, з яким дальність застосування ракет Х-29Л зросла до 15 км.
Пізніше для подібних атак іракські війська пристосували протикорабельні ракети «Екзосет» з дальністю пуску до 30 км.

### Російсько-чеченські війни (1994—1996) і (1999—2000)
Ракети Х-29 (разом з більш легкими Х-25 і коректувальними авіабомбами КАБ-500 і КАБ-1500) застосовувалися у військових операціях в Чечні для знищення захищених об'єктів чеченських борців проти російської окупації. Клімат північного Кавказу наклав серйозні обмеження на застосування високоточної зброї — погана видимість сильно ускладнювала захоплення цілей головками самонаведення. Наприклад, за весь грудень 1994 року в Чечні було всього 2 дні з ясною погодою, за якої можливо використовувати всі можливості високоточної зброї.

### Ефіопо-еритрейский конфлікт (1998—2000)
До 2000 року ефіопській авіації вдалося у значній мірі захопити панування у повітрі, проте ситуацію ускладнила поставка з України ЗРК «Куб», які представляли серйозну небезпеку. Перші комплекси були доставлені 19 травня 2000 року. Позиції ЗРК були визначені радіорозвідкою з борту патрулюючих ефіопський повітряний простір Су-27.
Для ураження цілей були обрані штурмовики Су-25ТК, що добре себе зарекомендували. На кожен літак було встановлено по дві високоточні ракети Х-25МП з радіолокаційними головками самонаведення і по дві Х-29Т з телевізійними ГСН. Дальність польоту забезпечувалася парою підвісних паливних баків на кожному літаку. Прикриття від винищувачів противника здійснювалося трьома групами винищувачів Су-27, дві з яких були розміщені на флангах, а ще одна — на великій висоті забезпечувала радіолокаційний огляд. Радіотехнічне маскування атаки проводилося наземними станціями постановки активних перешкод.
Погано навчені еритрейські розрахунки були не готові до такої масованої атаки — ефіопські штурмовики безперешкодно наблизилися на відстань близько 30 км і випустили по радарах виявлення і цілевказання протирадіолокаційні ракети. У кожну з двох РЛС потрапили по дві ракети, повністю знищивши їх. Залишені «сліпими» 3 пускові установки були без проблем знищені штурмовиками за допомогою ударів Х-29Т з телевізійними ГСН.
Проведена після нальоту радіотехнічна розвідка підтвердила знищення ЗРК супротивника й у справу вступили винищувачі-бомбардувальники, завдавши масованого авіаудару по військам еритрейців. Проте вже на наступний день радіотехнічна розвідка виявила другу батарею «кубів», і дії авіації знову довелося призупинити.
Для нейтралізації загрози була обрана та ж тактика, що і при знищенні першої батареї: основного удару мали завдати Су-25 високоточними ракетами, забезпечували прикриття Су-27, а наземні перешкодопостановники повинні були утруднити роботу ЗРК.
Штурмовики, слідуючи відпрацьованій схемі, наблизилися на відстань пуску ракет і обстріляли РЛС комплексу протирадіолокаційними Х-25МП. Але, на відміну від першого випадку, обслуговування ЗРК проводилося добре навченими фахівцями — зумівши швидко режектувати наземні перешкодні станції, обслуга «кубу» виявила атакувальні штурмовики та випустив по ним 2 ракети. Одна із зенітних ракет уразила Су-25, після чого протирадіолокаційні ракети знищили станцію цілевказівки, а друга ракета самознищилась. Пошкоджений штурмовик був змушений вийти з бою, однак, пілот зміг посадити його на базі. Су-25, що залишився, двома Х-29 знищив кілька пускових установок 2П25.
Після підтвердження радіорозвідкою знищення РЛС ЗРК, решта пускових установок були знищені вільнопадаючими авіабомбами з винищувачів-бомбардувальників МіГ-23БН.

### Російсько-грузинська війна (2008)
Під час російсько-грузинської війни в 2008 році Росія застосовувала проти грузинських військ високоточні боєприпаси, про що заявив заступник начальника Генштабу ВС РФ генерал-полковник Анатолій Ноговіцин, проте номенклатуру використаної зброї генерал не уточнив. Він також заявив, що Тбіліський авіаційний завод, на якому збиралися і ремонтувалися грузинські штурмовики, був знищений одним нальотом штурмовиків Су-25 з використанням високоточних боєприпасів.

### Російсько-українська війна
27 березня 2022 року керованою ракетою Х-29 було уражено вуличну вбиральню у приватному подвір'ї в місті Гуляйполе (Запорізька область).

## Оператори
Ракети Х-29 є одним з основних видів зброї «повітря — земля» для літаків радянського / російського виробництва, тому ці ракети поставлялися практично в усі країни, куди поставлялися радянські або російські штурмовики або винищувачі, починаючи з 1980-х років.

### Виробники

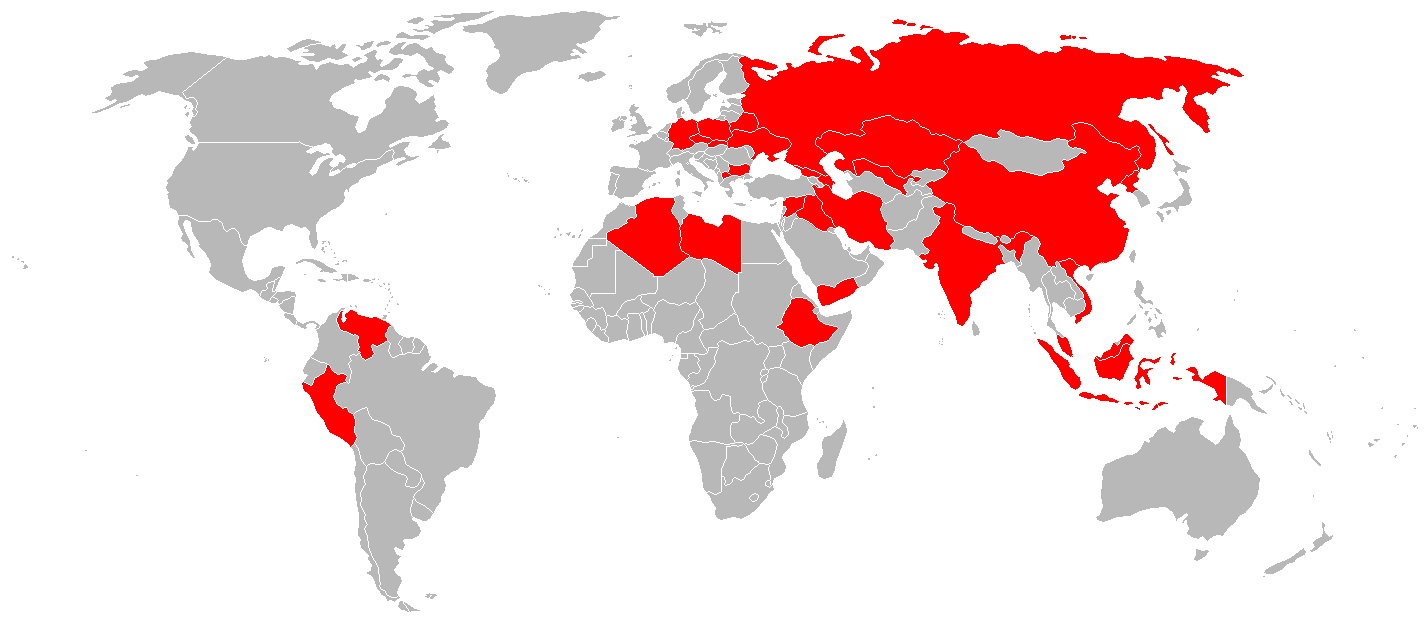
Поширення різних модифікацій ракет Х-29 у державах світу

- Україна — країна-виробник[3]
- Росія — країна-виробник

### Поточні
- Азербайджан[39]
- Алжир[40]
- Білорусь[41]
- Болгарія[42]
- Венесуела[43]
- В'єтнам[44]
- Німеччина[11]
- Грузія[45]
- Ірак[46]
- Іран[44]
- Індія[44][47]
- Індонезія[48]
- Ємен[49]
- Казахстан[50]
- КНР[44][51]
- Лівія[52]
- Малайзія[53]
- Перу[54]
- Польща[11]
- Сирія[55]
- Словаччина[3]
- Узбекистан[56]
- Чехія[11]
- Ефіопія[35]

Ймовірні оператори, потребують документального підтвердження:
- Єгипет
- Вірменія
- Угорщина

### Колишні
- СРСР — у зв'язку з розпадом країни, ракети перейшли у власність пострадянських республік;
- НДР[11] — у зв'язку з об'єднанням Німеччини;
- Чехословаччина[11] — у зв'язку з розпадом країни, ракети перейшли до Чехії і Словаччини.

## Оцінка ракети

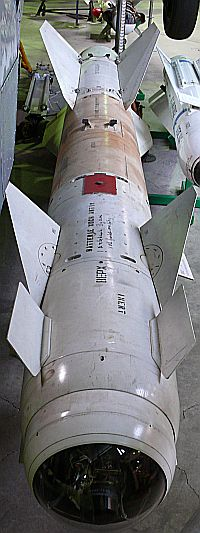
Ракета Х-29Т з телевізійною головкою самонаведення

Ракета Х-29 більше чверті століття перебуває в строю. Вона використовувалася у реальних бойових умовах у ряді збройних конфліктів, де довела свою високу ефективність. Ця ракета є найпоширенішою ракетою «повітря — земля» малого радіуса дії радянської розробки, а західні експерти називають її однією з найбільш вдалих російських ракет.

### Переваги
Серед переваг ракет Х-29 зазвичай виділяють їх точність і істотну руйнівну міць, що визначають бойову ефективність застосування авіаційних боєприпасів. Уведення Х-29 підвищувало ефективність дії штурмової авіації у кілька разів. Для порівняння — із звичайним спорядженням (авіабомби та НКРС) для знищення великого ДОТу потрібна ланка літаків із повним навантаженням, а ракетами Х-29 цю задачу ефективно виконував один штурмовик.
Висока точність влучання даної ракети (відхилення від цілі порівняно з розміром самої ракети) істотно зменшує кількість вильотів на ціль, дозволяючи завдавати знекровлюючих ударів, а також знищувати важкодоступні цілі — такі, як гірські печери або бункери.
Важка бронебійно-фугасна боєголовка дозволяє ефективно руйнувати навіть високозахищені цілі противника. Для знищення великого моста чи практично будь-якого з сучасних військових кораблів (за винятком авіаносців і деяких крейсерів) потрібно всього одна—дві ракети. Один пуск цієї ракети може надовго вивести з ладу злітно-посадкову смугу аеродрому, замкнувши на землі всі літаки цієї бази. Руйнівну дію боєголовки також відзначають і західні джерела, в тому числі FAS Military Analisis Network.
У сукупності ці особливості ракети іноді призводили до курйозних випадків, зокрема, при відпрацюванні навчальної задачі на полігоні «Поліський» у Білорусі пущена з бомбардувальника Су-24М ракета пробила танк-мішень наскрізь і вибухнула під ним, у результаті чого важкий танк був викинутий з цільового кола, а екіпаж наступного атакувального літака постав перед дилемою: чи слід йому цілитися у центр цільового кола, або у відкинутий осторонь від нього танк.

### Недоліки
Серед недоліків ракет Х-29 виділяють їх залежність від погодних умов, невисоку дальність і відносно високу вартість.
Ракети Х-29Т(Е) з телевізійною системою самонаведення можуть застосовуватися тільки по контрастним цілям, удень в умовах гарної видимості. Маскування цілі значно знижує можливості по захопленню її головкою самонаведення. Модифікація Х-29(М)Л не вимагає візуальної контрастності цілі, проте для неї потрібна наявність навідника, що підсвічує ціль лазером. Щільна хмарність або аерозольні хмари, що випускаються супротивником (у тому числі й дим від пожеж) виключають можливість ефективного застосування даних ракет.
Необхідність візуального контакту з ціллю для захоплення її головкою самонаведення визначає малу дальність пуску. При цьому літак-носій змушений входити в зону дії ближньої ППО противника, що створює для нього істотну небезпеку. Однак слід зазначити, що ракети можуть бути запущені з висот 5-10 км, де літак недосяжний для переносних зенітно-ракетних комплексів та багатьох ЗРК малої дальності. Також необхідно вказати, що мала дальність є властивістю класу зброї, а не обмежень по розробці та виробництву зброї — ракети Х-59М «Овід» мають дальність близько 120 км.
Ракети містять велику кількість дорогої електроніки (перш за все — системи самонаведення), що визначає їх досить високу вартість. Російський пропагандист Максим Калашников у своїй книзі «Зламаний меч Імперії» вказує, що в 1992 році 180 ракет обійшлися замовнику в 153 мільйони рублів. Таким чином, вартість кожної ракети склала 850 тисяч рублів, що за курсом 1992 року становило близько 6,5 тисяч доларів. Станом на 2019 рік, вартість однієї ракети Х-29ТД становила близько $285 750.
Також пілоти, які працювали з цими ракетами, відзначають складність їх застосування із високошвидкісних літаків — на максимально допустимій швидкості застосування Х-29 у 1250 км/год (близько 350 м/с) час проходження від максимальної (10 км) до мінімальної (2 км) дальності складає усього 20 секунд — малонавченому льотчику не вистачає часу на цілевказування і пуск ракети, особливо в умовах перешкод, коли дальність стійкого захоплення цілі невелика.

## Аналоги
Тактичні високоточні авіаційні ракети класу «повітря — земля» малої дальності затребувані при веденні сучасних війн. З усього різноманіття тактичних авіаційних ракет аналогами Х-29 є лише ракети, здатні нести різноманітні головки самонаведення. Ракети сімейства Х-29 є одними з найпотужніших авіаційних тактичних ракет, прийнятих на озброєння.

### AGM-65 Maverick

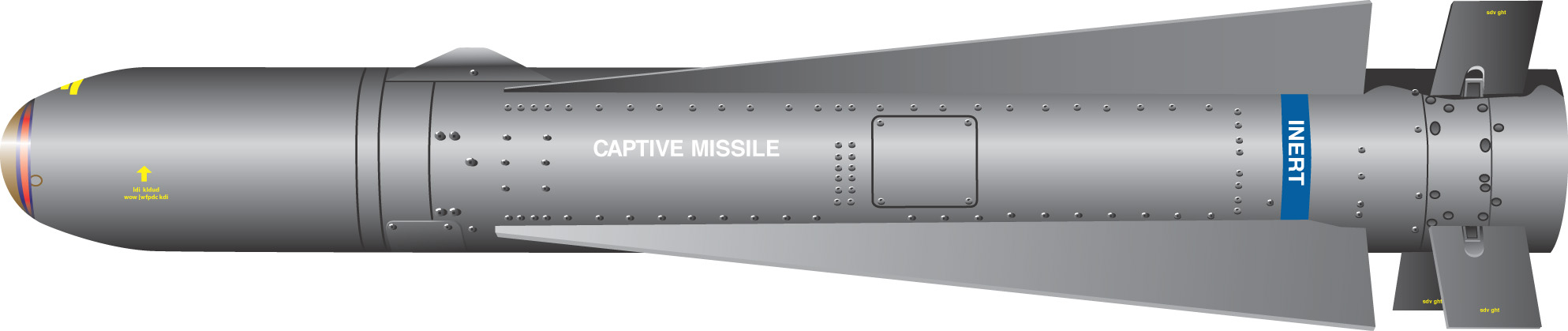
AGM-65 Maverick (малюнок)

Основним закордонним аналогом Х-29 зазвичай називається американська ракета AGM-65 Maverick, прийнята на озброєння у 1972 році та з тих пір багато разів модернізована. Хоча за основним тактико-технічним характеристикам ця ракета ближче до більш легких та дешевих радянських Х-23 та Х-25, ніж до Х-29.
Ракета AGM-65 Maverick має великий набір доступних головок самонаведення, у тому числі телевізійні (А і В модифікації), інфрачервоні (D і G), лазерні (Е) і комбіновані лазерно-інфрачервоні (F). Вага бойової частини ракети в залежності від модифікації складає від 57 до 135 кг, максимальна дальність стрільби найбільш досконалої модифікації — 17 миль (близько 30 км), перших модифікацій — 4-6 км, КІВ — близько 2 метрів. Вартість одиниці — 120—160 тисяч доларів у залежності від модифікації. Призначена для знищення, насамперед, бронетехніки противника.
У порівнянні з Х-29, AGM-65 Maverick представляється набагато легшою ракетою, що має ідентичні характеристики по дальності, точності та засобам наведення. При цьому американська ракета має значно меншу (в 2,5 — 6 разів) бойову частину, а її вартість значно вище, ніж у Х-29.

### Х-25

Проєкція ракети Х-25МП

Х-25 — сімейство більш легких високоточних керованих ракет, розроблених у той же час, що і Х-29. Якщо важка Х-29 призначена для знищення особливо укріплених об'єктів противника, Х-25 вирішує завдання ураження бронетехніки, радіолокаційних станцій, надводних кораблів і інших цілей.
Існують модифікації: Х-25МР — з перешкодозахищеним командним наведенням; Х-25МЛ — з лазерною ГСН; Х-25МП — з пасивною радіолокаційною ГСН (протирадарна ракета), Х-25МА — з активною радіолокаційною ГСН; Х-25МТ — з телевізійною і Х-25МТП — з тепловізійною (інфрачервоною) головкою самонаведення
У порівнянні з Х-29, сімейство ракет Х-25 мають істотно меншу вартість, розміри та бойову частину (від 86 кг до 136 кг у залежності від модифікації). Бойова частина є осколково-фугасною, на відміну від Х-29, що має проникаючу бойову частину.

### Х-38

Проєкція ракети Х-38

Х-38 — тактична ракета, що розроблялася корпорацією «Тактичне ракетне озброєння» і призначена для заміни в майбутньому ракет Х-29. Використання більш досконалої елементної бази дозволило зменшити розміри та вагу головки самонаведення і системи управління, а також підвищити точність і істотно збільшити дальність застосування ракет (до 40 км). У ракеті розширено кількість доступних систем наведення за рахунок підключення модулів супутникової навігації ГЛОНАСС. Передбачається, що за всіма показниками бойової ефективності Х-38 буде перевершувати Х-29. Прийнята на озброєння ВПС РФ у грудні 2012 року.